# Egon Spengler
Egon Spengler är en fiktiv vetenskapsman som förekommer i filmerna Ghostbusters – Spökligan och Ghostbusters 2, och i den animerade TV-serien The Real Ghostbusters och senare Extreme Ghostbusters. Han är medlem i Ghostbusters, och en av tre doktorer i parapsykologi i teamet. Egon spelas av Harold Ramis i filmerna och Maurice LaMarche gjorde den engelska rösten i de tecknade TV-serierna, i svenska dubbningen gjordes Egons röst av Per Sandborgh i The Real Ghostbusters. 

## Fiktiv biografi
Egon Spengler bildade Ghostbusters tillsammans med Peter Venkman och Ray Stantz efter att de blev utkastade från sitt universitet där dom tidigare forskade på paranormala fenomen. Han är uppfinnaren till Ghostbusters utrustning.
Namnet Egon Spengler är hämtat från filosofen Oswald Spengler, och en klasskamrat till Harold Ramis på Senn High School vid namn Egon Donsbach, som var en ungersk flykting.  I Ghostbusters: Afterlife från 2021 användes digital teknik för att återskapa figuren eftersom Harold Ramis avled 2014.

## Andra medier

### Animerade TV-serier
Egon Spengler medverkar i animerade TV-serierna The Real Ghostbusters och Extreme Ghostbusters där han har blont hår istället för mörkbrunt. Denna version av figuren blev kritiserad av Harold Ramis dotter Violet Ramis Stiel som hon jämförde figuren med Sally Jessy Raphael.

### TV-spel
Egon Spengler och de andra huvudpersonerna medverkar i Ghostbusters: The Video Game som släpptes 2009.